# Serrat de la Cua de la Guilla
El Serrat de la Cua de la Guilla és una serra situada al municipi de Puig-reig a la comarca del Berguedà, amb una elevació màxima de 635 metres.